# Platycephala extensa
Platycephala extensa är en tvåvingeart som beskrevs av Frey 1923. Platycephala extensa ingår i släktet Platycephala och familjen fritflugor. Inga underarter finns listade i Catalogue of Life.